# Супербоул XXVIII
Супербоул XXVIII (англ. Super Bowl XXVIII) — финальная игра чемпионата Национальной футбольной лиги 1993 года, в которой чемпион Национальной футбольной конференции «Даллас Ковбойз» встречался с чемпионом Американской футбольной конференции «Баффало Биллс». В матче «Ковбойс» одержали победу над «Биллс» со счётом 30:13 и в четвёртый раз в своей истории стали победителями Супербоула, сравнявшись по этому показателю с «Питтсбург Стилерз» и «Сан-Франциско Форти Найнерс». Игра проходила 30 января 1994 года на стадионе «Джорджия Доум» в Атланте (штат Джорджия, США).
Этот Супербоул стал первым в истории, в котором встречались те же две команды, что и в предыдущем. Действующий чемпион «Даллас Ковбойз» завершил регулярный чемпионат с результатом 12-4. «Биллс» же также завершили сезон с результатом 12-4 и, после победы в играх плей-офф, в четвёртый раз подряд приняли участие в Супербоуле.
Первую половину матча более успешно провели «Биллс» и к большому перерыву лидировали со счётом 13:6. Однако во второй половине матча «Ковбойз» набрали 24 безответных очка и завершили игру своей победой со счётом 30:13. Переломный момент матча случился в третьей четверти, когда раннинбек «Биллс» Турман Томас потерял мяч, а сэйфти Далласа Джеймс Вашингтон сделал возврат на 46 ярдов и сделал тачдаун, сравняв счёт. В своём следующем владении «Ковбойз» сделали ещё один тачдаун, а позже установили окончательный счёт в матче. Самым ценным игроком матча стал раннинбек «Ковбойз» Эммитт Смит, который сделал 2 тачдауна в игре.
Этот матч закрыл эпоху невезенье «Биллс» — 4 года подряд они выходили в Супербоул, и все эти матчи проиграли. Первый и пока, что, единственный раз в истории Супербоула.

## Развлекательные мероприятия

### Мероприятия перед игрой
Перед началом матча публику развлекали реп-дуэт Kris Kross, рок-группа The Georgia Satellites, кантри-исполнитель Чарли Дэниелс и марширующий оркестр Колледжа Морехаус. Национальный гимн США под аккомпанемент хора Университета Атланты исполнила Натали Коул.
В честь двадцатипятилетия Супербоула III, самый ценный игрок того матча Джо Намат выполнил сбрасывание монетки.

### Шоу во время перерыва
Шоу во время перерыва Супербоула получило название «Rockin' Country Sunday» и в нм участвовали звёзды кантри-музыки Клинт Блэк, Таня Такер, Трэвис Тритт и Вайнонна Джадд. В конце шоу на сцене появилась Наоми Джадд, которая вместе с Вайнонной исполнила сингл группы The Judds «Love Can Build a Bridge».
Это шоу стало первым в истории Супербоулов, когда основное освещение на стадионе во время концерта было выключено. А в самом концерте участвовали танцоры со светильниками.

## Трансляция
В США игру транслировал NBC. Первый раз за всю историю Супербоула, одна телевизионная компания, транслировала два Супербоула подряд (за исключением первого Супербоула, который транслировали два канала).

## Ход матча
ПЕРВАЯ ПОЛОВИНА
В первой четверти Баффало забьет один филд гол, а Даллас два. Таким образом счет к второй четверти будет 6:3 в пользу «Ковбойз». В начале второй четверти матча, Баффало сделает тачдаун. Когда время четверти вышло, «Биллс» забили филд гол и счет к перерыву будет 13:6 в пользу Баффало.
ВТОРАЯ ПОЛОВИНА
В начале третьей четверти, игрок Баффало допустит фамбл, мяч подберет игрок Далласа и добежит до энд-зоны, оформляя тачдаун. Затем Даллас оформит ещё один тачдаун. Счет к четвёртой четверти будет 20:13 в пользу «Ковбойз». В четвёртой четверти, Баффало не сможет набрать очки, а Даллас сделает два тачдауна и выиграет игру со счетом 30:13. Даллас, за вторую половину, наберет 24 очка, в то время как Баффало, не одного.
| Супербоул XXVIII: Даллас Ковбойз 30, Баффало Биллс 13 | Супербоул XXVIII: Даллас Ковбойз 30, Баффало Биллс 13 | Супербоул XXVIII: Даллас Ковбойз 30, Баффало Биллс 13 | Супербоул XXVIII: Даллас Ковбойз 30, Баффало Биллс 13 | Супербоул XXVIII: Даллас Ковбойз 30, Баффало Биллс 13 | Супербоул XXVIII: Даллас Ковбойз 30, Баффало Биллс 13 |
|                                                       | 1                                                     | 2                                                     | 3                                                     | 4                                                     | Финал                                                 |
| ----------------------------------------------------- | ----------------------------------------------------- | ----------------------------------------------------- | ----------------------------------------------------- | ----------------------------------------------------- | ----------------------------------------------------- |
| Ковбойз (НФК)                                         | 6                                                     | 0                                                     | 14                                                    | 10                                                    | 30                                                    |
| Биллс (АФК)                                           | 3                                                     | 10                                                    | 0                                                     | 0                                                     | 13                                                    |

в Джорджии Доум , Атланта, штат Джорджия
- Дата: 30 января 1994 года.
- Погода в игре: 22℃ (72℉), крыша закрыта

BUF-Баффало, DAL-Даллас, ЭП-Экстрапоинт
■ Первая четверть:
- 12:41-DAL-41-ярдовый филд гол, Даллас повел 3:0
- 10:19-BUF-54-ярдовый филд гол, ничья 3:3
- 3:55-DAL-24-ярдовый филд гол, Даллас повел 6:3

■ Вторая четверть:
- 12:26-BUF-4-ярдовый тачдаун+ЭП, Баффало повел 10:6
- 0:00-BUF-28-ярдовый филд гол, Баффало ведет 13:6

■ Третья четверть:
- 14:05-DAL-подбор фамбла в тачдаун+ЭП, ничья 13:13
- 8:42-DAL-15-ярдовый тачдаун+ЭП, Даллас повел 20:13

■ Четвёртая четверть:
- 9:50-DAL-1-ярдовый тачдаун+ЭП, Даллас ведет 27:13
- 2:50-DAL-20-ярдовый филд гол, Даллас ведет 30:13